# Sistema Nacional de Salud (Portugal)
El Servicio Nacional de Salud (SNS), en portugués y oficialmente Serviço Nacional de Saúde, es una estructura a través de la cual el Estado portugués garantiza el derecho a la salud (promoción, prevención y vigilancia) a todos los ciudadanos de Portugal. Su creación se remonta a 1979, después de cumplir las condiciones políticas y sociales derivadas de la reestructuración política portuguesa de los años setenta.
El objetivo principal del SNS es la búsqueda, por parte del Estado, de la responsabilidad que tiene para la protección de la salud individual y colectiva y para este propósito está equipado con atención médica integral, es decir, la promoción y vigilancia de la salud, la prevención de enfermedades , diagnóstico y tratamiento de pacientes y rehabilitación médica y social.
En los últimos años, el sector de la salud ha experimentado cambios significativos, desde la transferencia generalizada de los hospitales de Misericordia al Estado, la creación del SNS, la publicación de la Ley Básica de Salud, la transformación del estado legal de los hospitales (Primero a SA y luego a EPE) y la construcción de nuevos hospitales.

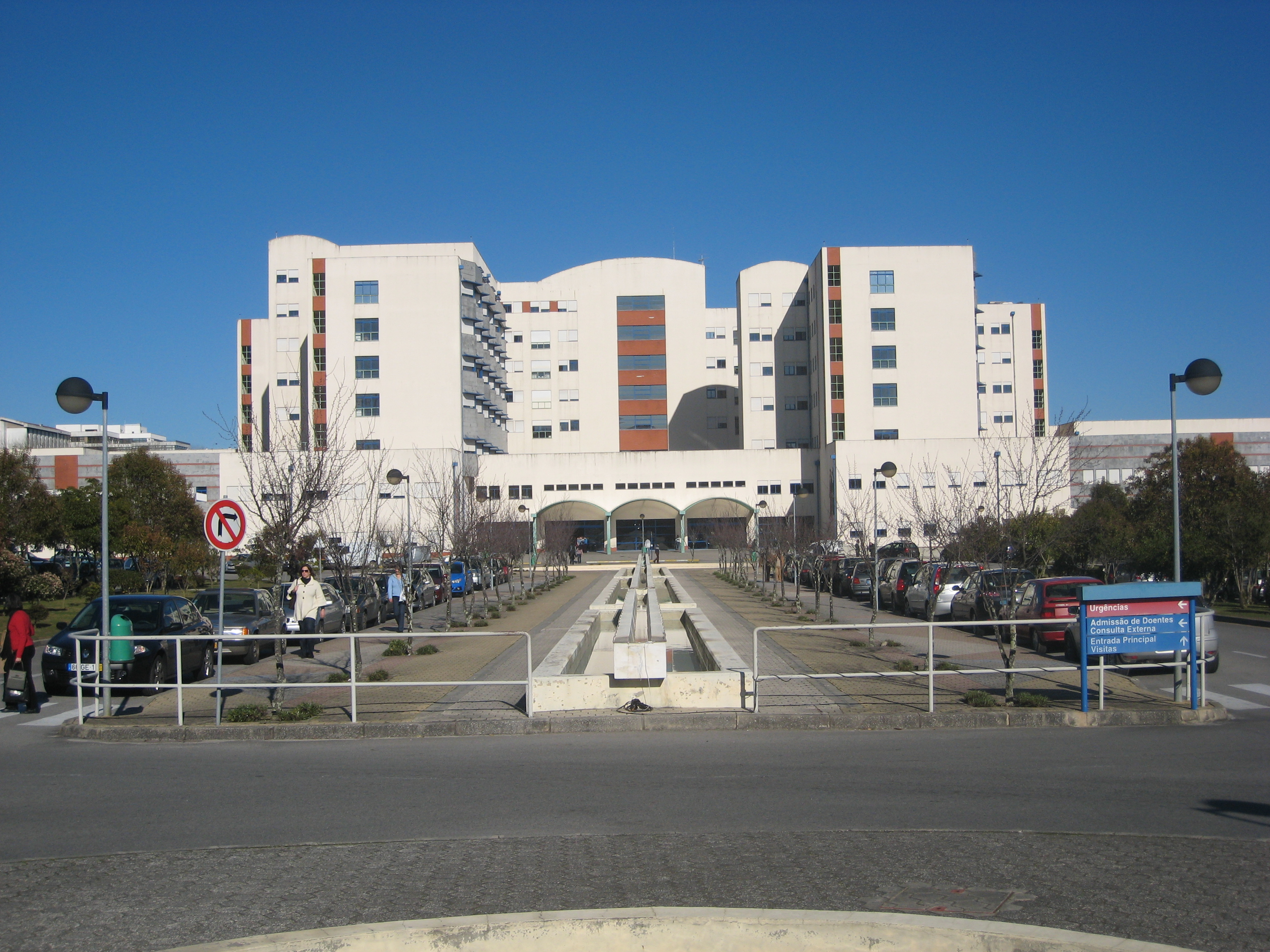
El Hospital de São Teotónio, en Viseu, es uno de los hospitales públicos que integran la red hospitalaria del SNS.

## Creación del Servicio Nacional de Salud
En 1979, con la publicación de la Ley N ° 56/79, de 15 de septiembre, de creación del Servicio Nacional de Salud (SNS) marcó el nacimiento del sistema nacional de salud portugués, asegurando el acceso universal, integral y gratuito a la Sanidad. Hasta entonces, la atención de la salud era responsabilidad de las familias, las instituciones privadas y los servicios médicos y sociales de la Seguridad Social. El Estado era responsable de ayudar a los pobres. Desde este año, el sistema de atención de salud portugués se ha basado en la estructura de un Servicio Nacional de Salud (SNS), con seguro público, cobertura universal, acceso casi gratuito en el punto de uso de servicios y financiamiento a través de impuestos.
En 2014, se celebró el 35 aniversario del Servicio Nacional de Salud (SNS). Mediante la Ley 56/79, de 15 de septiembre, se estableció una red de instituciones y servicios que brindan atención médica global a toda la población, financiada mediante impuestos, en la que el Estado protege el derecho a la protección de la salud.
La organización de los servicios de salud, con el tiempo, ha sido influenciada por los conceptos políticos, económicos, sociales y religiosos de cada época y ha dado frutos para responder a los problemas de salud identificados.
En los siglos XIX y XX, hasta la creación del SNS, la asistencia médica era responsabilidad de las familias, las instituciones privadas y los servicios médicos y de asistencia social.

## Instituciones del Servicio Nacional de Salud
El SNS integra toda la atención médica desde la promoción y vigilancia hasta la prevención, diagnóstico, tratamiento y rehabilitación médica y social de enfermedades. La red de hospitales en el Portugal continental está formada por 212 hospitales, de los cuales 91 son privados. Los 363 centros de salud están organizados en 74 grupos de centros de salud (ACES). En 2012, 342 unidades de salud familiar y 186 unidades de atención en la comunidad estaban en funcionamiento. El número de camas contratadas en operación hasta el 31 de diciembre de 2011 , en la Red Nacional de Atención Continua Integrada, alcanzó 5595. Estas camas se distribuyeron de acuerdo con los siguientes tipos: 906 convalecencia, 1747 a mediano plazo y rehabilitación, 2752 a largo plazo y mantenimiento y 190 cuidados paliativos.